# Paracontias vermisaurus
Paracontias vermisaurus là một loài thằn lằn trong họ Scincidae. Loài này được Miralles, Köhler, Vieites, Glaw & Vences mô tả khoa học đầu tiên năm 2011.